# Friedrich II. (Hessen-Homburg)

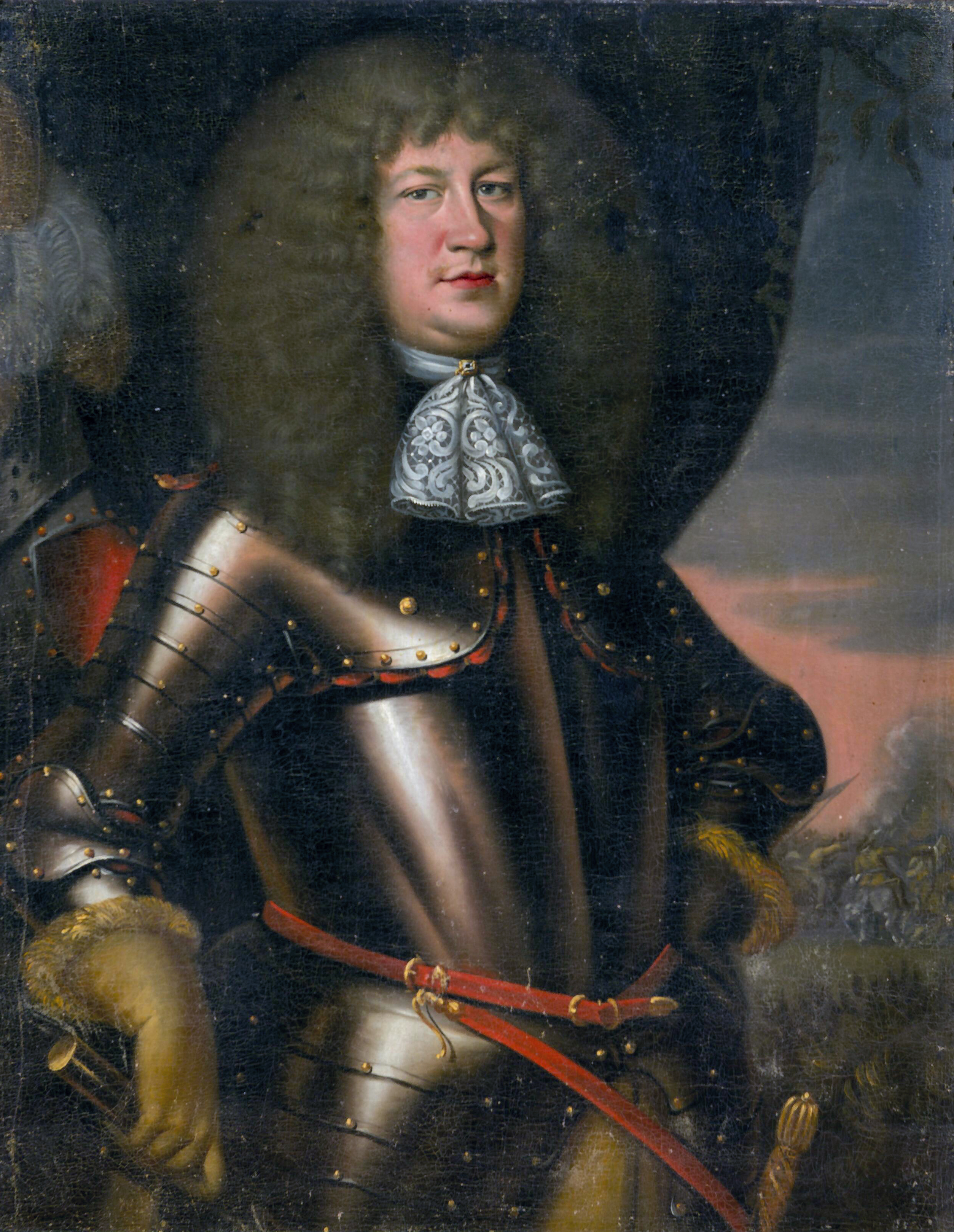
Friedrich II von Hessen-Homburg (1633–1708) (Atelier von Pieter Nason).
Friedrichs Unterschrift:

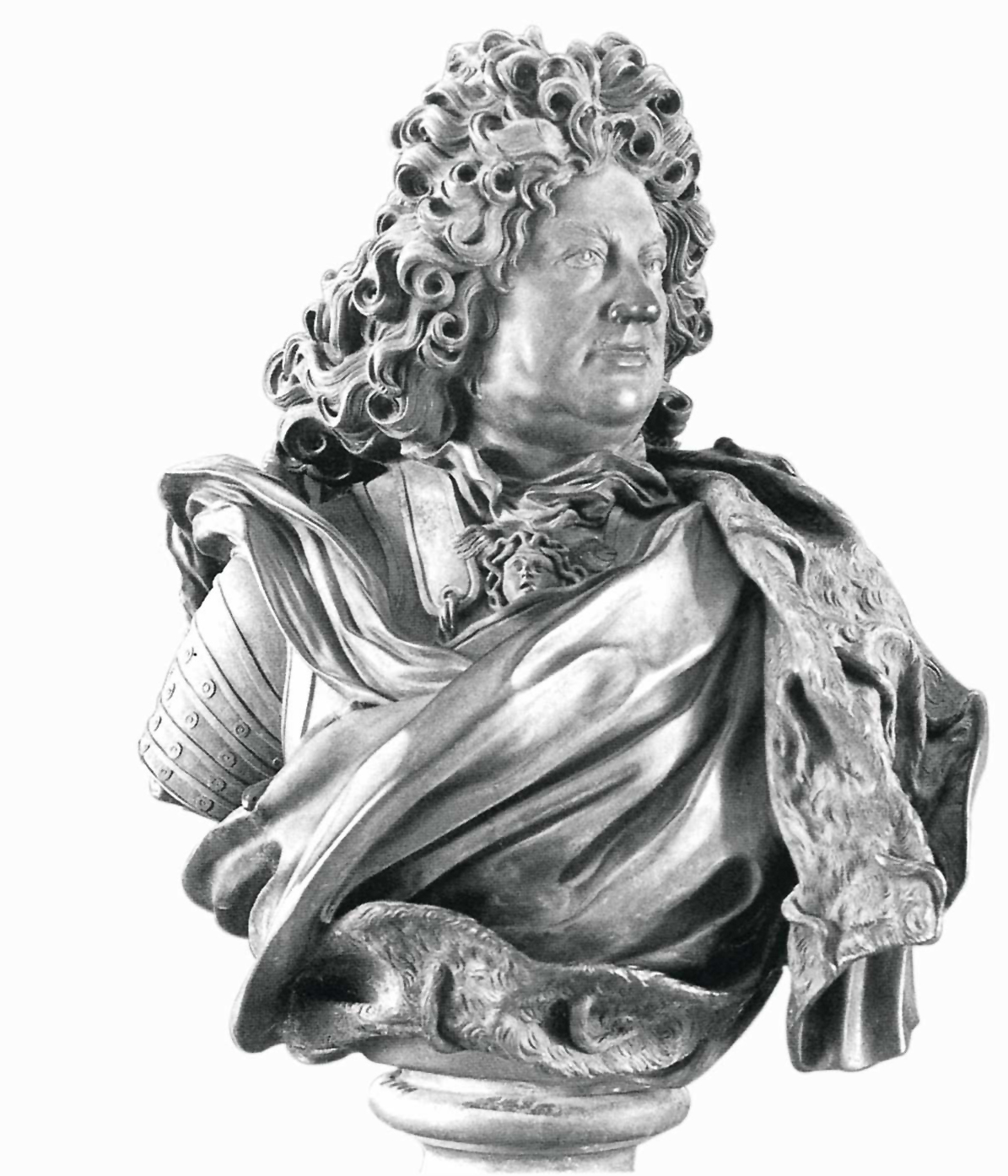
Friedrich II. von Hessen-Homburg, Büste von Andreas Schlüter, gegossen von Johann Jacobi (Schloss Bad Homburg)

Friedrich II. von Hessen-Homburg – der „Prinz von Homburg“ – (* 30. März 1633 in Homburg vor der Höhe; † 24. Januar 1708 ebenda) war Landgraf von Hessen-Homburg.
Sein Nachruhm wurde vor allem durch das Drama Prinz Friedrich von Homburg oder die Schlacht bei Fehrbellin von Heinrich von Kleist befördert.

## Kindheit und Jugend
Friedrich war das siebte und letzte Kind des Landgrafen Friedrich I. von Hessen-Homburg. Der Vater verstarb 1638. Die Kinder wuchsen unter der Vormundschaft der Mutter Margarete Elisabeth von Leiningen-Westerburg auf. Auf ihren Wunsch wurde er gemeinsam mit den Söhnen seines Cousins, des Landgrafen Georg II. von Hessen-Darmstadt, in Marburg von Hofmeistern unterrichtet. Wegen eines 1648 erlittenen Schenkelbruchs verweilte er eine Zeitlang in Bad Pfäfers.
Als Feldmarschall Henri de La Tour d’Auvergne, vicomte de Turenne, in der Gegend von Homburg auftauchte, wurde ihm Friedrich von seiner Mutter entgegengeschickt, um Verhandlungen über eine Verschonung Hessen-Homburgs aufzunehmen. Turenne war von dem Prinzen so angetan, dass er ihn umgehend in seine Armee aufnehmen und seine militärische Ausbildung finanzieren wollte. Doch scheiterte dieses Vorhaben am Widerstand von Friedrichs Mutter.
Mit 16 Jahren machte er eine Grand Tour durch Italien und Frankreich, der sich ein Studium in Genf anschloss. Wirklich immatrikuliert war er nicht, vielmehr lernte er Tanzen, Reiten und Fechten und vervollkommnete seine französischen Sprachkenntnisse.
1653 wurde Prinz Friedrich von Hessen-Homburg von Herzog Wilhelm IV. von Sachsen-Weimar in die Fruchtbringende Gesellschaft aufgenommen. Man verlieh ihm den Gesellschaftsnamen der Kleberichte und das Motto Hält an sich. Als Emblem wurde ihm das Leinkraut zugedacht. Im Köthener Gesellschaftsbuch der Gesellschaft findet sich des Prinzen von Homburgs Eintrag unter der Nr. 613.

## Werdegang
Da seine älteren Brüder in der Erbfolge vor ihm standen, verlegte er sich auf eine militärische Karriere. In der Armee des schwedischen Königs Karl X. Gustav wurde er 1654 Oberst.

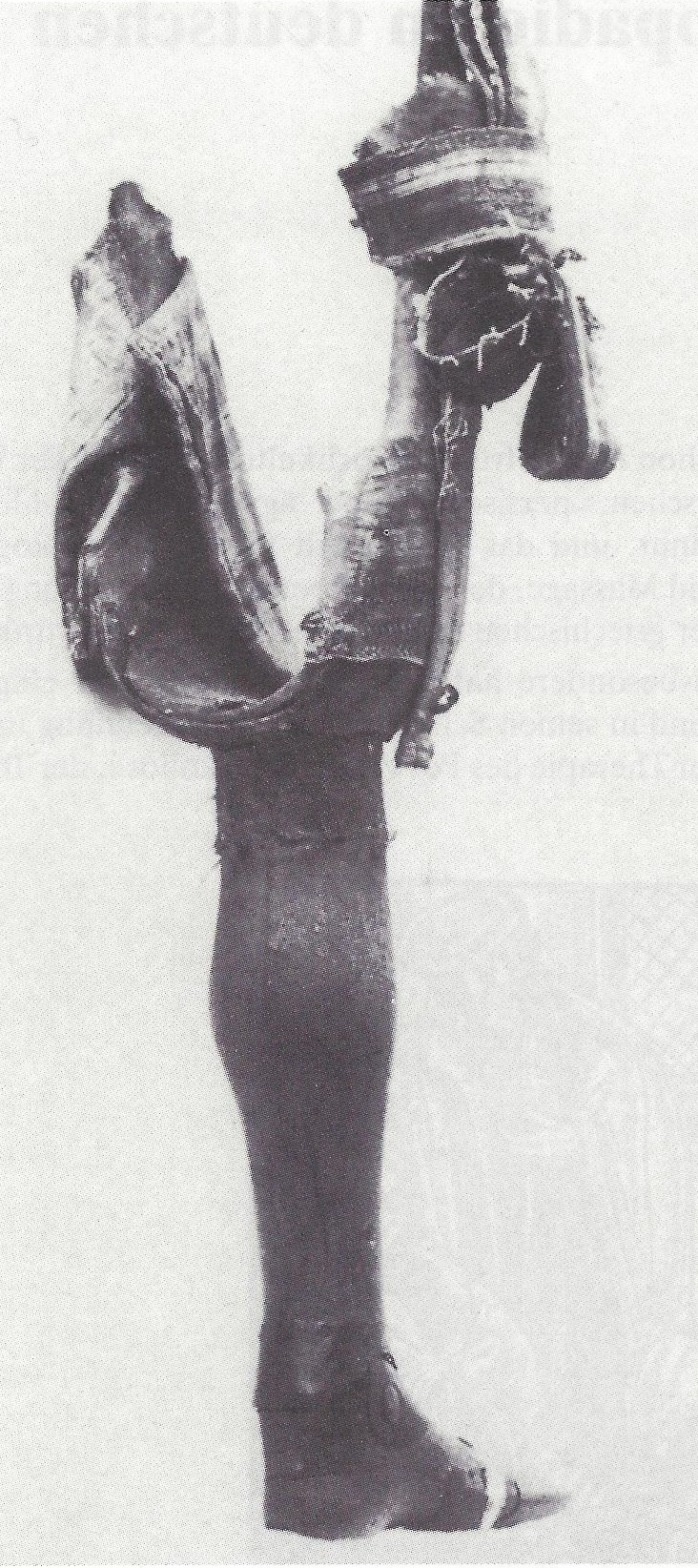
Friedrichs Prothese

Im Zweiten Nordischen Krieg wurde Friedrich 1659 beim Sturm auf Kopenhagen so schwer verwundet, dass sein rechter Unterschenkel amputiert werden musste. Er wurde zum Generalmajor befördert und lebte fortan mit einer hölzernen Prothese. Von Karl X. als Statthalter von Livland ausersehen, schlug die Stimmung nach dem Tod des Königs jedoch um und Friedrich quittierte 1661 die schwedischen Dienste.
1661 heiratete er mit 28 Jahren die 30 Jahre ältere Margarete Brahe, die vermögende Witwe des schwedischen Staatsmannes Johan Axelsson Oxenstierna; die Ehe blieb natürlich kinderlos. Mit den Mitteln seiner 1669 verstorbenen Ehefrau erwarb Friedrich Ländereien in Brandenburg und wurde ein Freund des Großen Kurfürsten Friedrich Wilhelm. 1670 heiratete er in Cölln dessen 24-jährige Nichte, Prinzessin Luise Elisabeth von Kurland, von Friedrich zärtlich „meine Engelsdicke“ genannt. Davor war der lutherische Prinz zum reformierten Glauben seiner Frau übergetreten. Aus dieser Verbindung gingen bis zum Tod seiner Ehefrau 1690 ein Dutzend Kinder hervor.
Als General der Kavallerie erhielt er 1672 das Kommando über sämtliche Truppen Brandenburgs. 1672 und 1674 kämpfte er im Holländischen Krieg im Elsass gegen die französische Armee unter Feldmarschall Turenne. Als Kommandeur der brandenburgischen Kavallerie griff er am 28. Juni 1675 während des Schwedeneinfalls in der Schlacht von Fehrbellin ohne Befehl die schwedische Armee an. Dabei fügte er ihr schwere Verluste zu, was wesentlich zur Entscheidung der Schlacht, aber auch zu Missstimmungen mit dem Großen Kurfürsten beitrug. Er nahm am Pommernfeldzug 1675/76 und an der Jagd über das Kurische Haff teil und verhandelte für den Kurfürsten von Brandenburg den Frieden von Saint-Germain (1679).

## Landgraf
Nach dem Abschied lebte er als „Landjunker“ in Brandenburg. Nach dem Tod seines zweitältesten Bruders Georg Christian löste er die an Hessen-Darmstadt verpfändete Landgrafschaft Hessen-Homburg wieder ein und nahm dort seinen Wohnsitz. Er übernahm 1681, nach dem Tod seines Bruders Wilhelm Christoph, als Friedrich II. die Regierung in Hessen-Homburg. Das Amt Bingenheim, das Wilhelm Christoph besessen hatte, musste er nach längerem Streit wieder an Hessen-Darmstadt abtreten, wurde dafür aber finanziell entschädigt.
Er ließ das barocke Homburger Schloss errichten und bemühte sich mit wenig Erfolg um die Belebung der Wirtschaft durch die Errichtung einer Glasmanufaktur und einer Saline. Erfolgreich war dagegen eine andere Maßnahme: die Ansiedlung der aus Frankreich vertriebenen Protestanten – Hugenotten und Waldenser – in eigenen Gemeinden Friedrichsdorf und Dornholzhausen. Nun fertigte ihm sein Hofalchimist Paul Andrich eine Prothese mit Federn und silbernen Scharnieren – daher der Beiname „Landgraf mit dem silbernen Bein“. Nach der letzten Reise zu Karl XII. in Leipzig starb er vermutlich an einer Lungenentzündung. Er wurde in der Gruft des Schlosses beigesetzt.

## Nachkommen

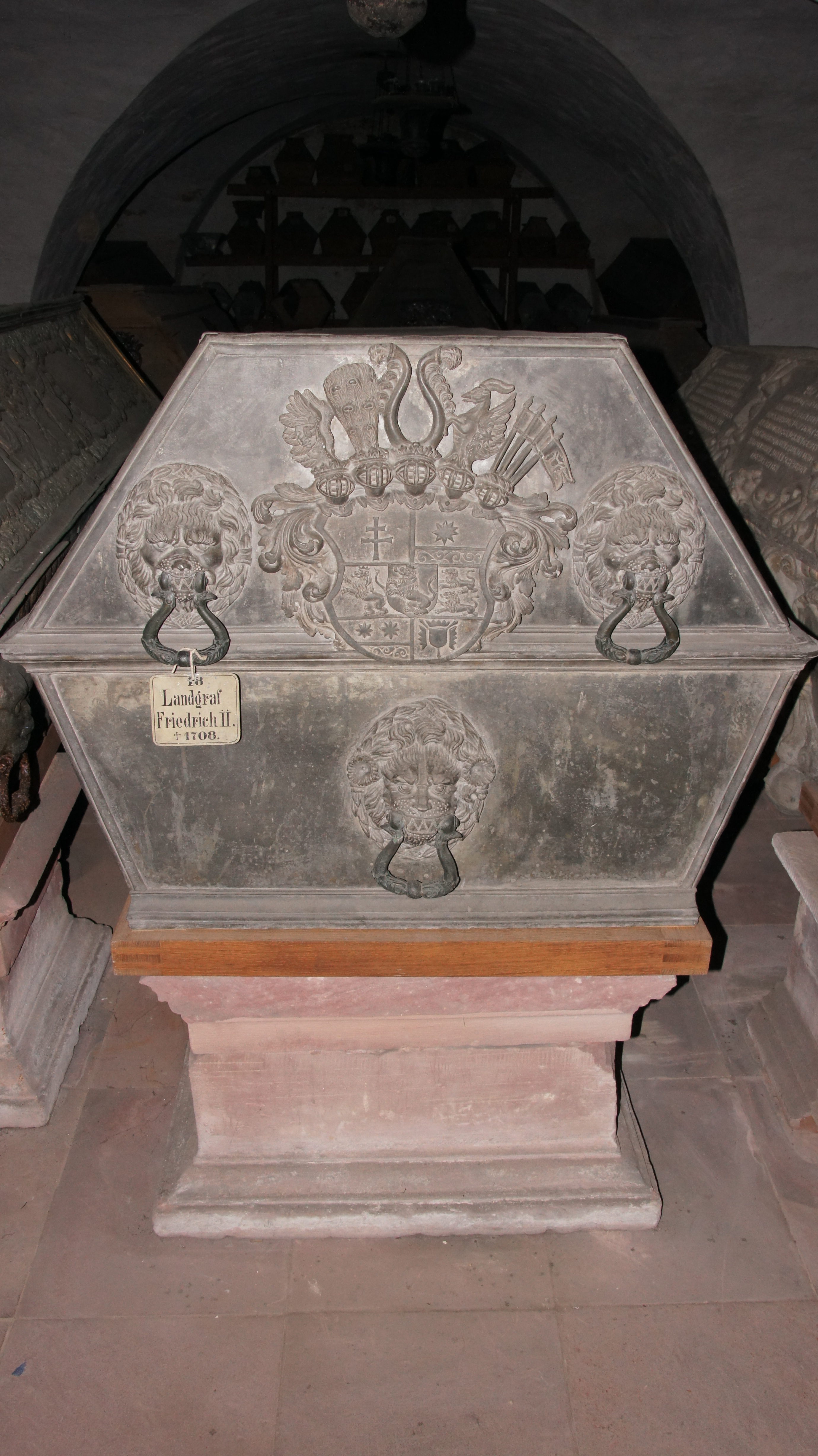
Sarg von Friedrich II. in der Gruft des Landgrafenschlosses

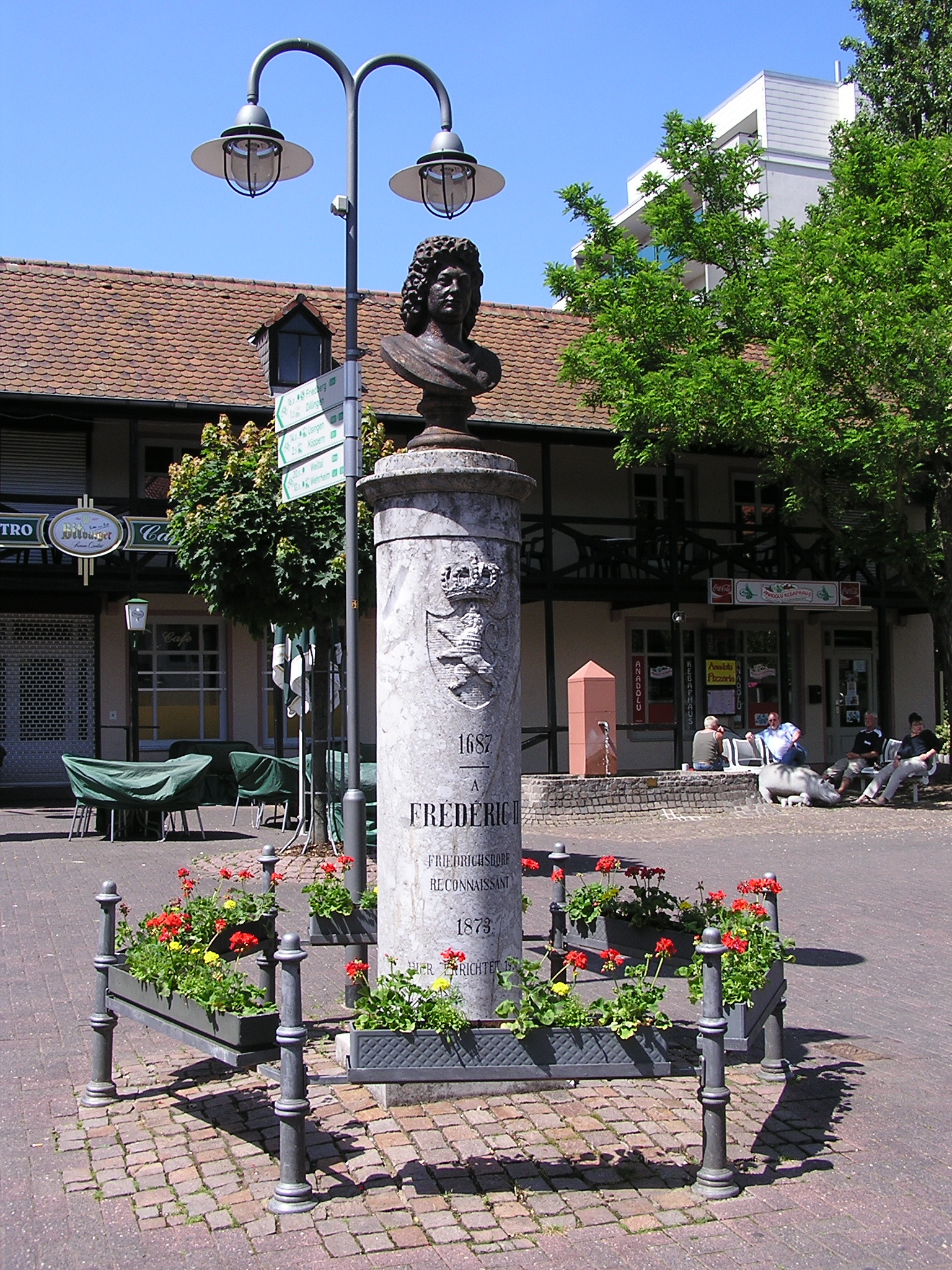
Landgrafensäule

Friedrich II. war dreimal verheiratet:

1. Ehe: 1661 heiratete er Gräfin Margareta Brahe (1603–1669), die Ehe blieb kinderlos.
2. Ehe: 1670 heiratete er Prinzessin Luise Elisabeth von Kurland. Aus dieser Ehe gingen hervor:
- Charlotte (1672–1738) ⚭ 1694 Herzog Johann Ernst III. von Sachsen-Weimar (1664–1707)
- Friedrich III. Jacob (1673–1746), Landgraf von Hessen-Homburg

⚭ 1700 Prinzessin Elisabeth Dorothea von Hessen-Darmstadt (1676–1721)
⚭ 1728 Prinzessin Christiane Charlotte von Nassau-Ottweiler (1685–1761)
- Karl Christian (1674–1695), gefallen im Pfälzischen Erbfolgekrieg bei Namur
- Hedwig Luise (1675–1760) ⚭ 1718 Graf Adam Friedrich von Schlieben (1677–1752)
- Philipp (1676–1703), gefallen in der Schlacht am Speyerbach
- Wilhelmine Maria (1678–1770) ⚭ 1711 Graf Anton II. von Aldenburg (1681–1738)
- Eleonore Margarete (1679–1763)
- Elisabeth Franziska (1681–1707) ⚭ 1702 Fürst Friedrich Wilhelm Adolf von Nassau-Siegen (1680–1722)
- Johanna Ernestine (1682–1698)
- Ferdinand (*/† 1683)
- Karl Ferdinand (1684–1688)
- Casimir Wilhelm (1690–1726) ⚭ 1722 Gräfin Christine Charlotte zu Solms-Braunfels (1690–1751)

3. Ehe: 1691 heiratete er mit 59 Jahren die Witwe Gräfin Sophie Sibylle von Leiningen-Westerburg-Oberbronn (1656–1724). Aus dieser Ehe gingen hervor:
- Ludwig Georg (1693–1728) ⚭ 1710 Gräfin Christine von Limpurg-Sontheim (1683–1746)
- Friederike Sophie (1693–1694)
- Leopold (*/† 1695)

## Rezeption
Friedrich ist Held des Dramas Prinz Friedrich von Homburg oder die Schlacht bei Fehrbellin von Heinrich von Kleist (geschrieben 1809/1810, Erstveröffentlichung 1821). Die Figur hat mit der historischen Person allerdings nicht viel mehr als den Namen gemein. Neben dem Drama gibt es auch die Oper Der Prinz von Homburg von Hans Werner Henze, deren Libretto Ingeborg Bachmann schrieb.

## Ehrungen
In Friedrichsdorf erinnert die Landgrafensäule an Friedrich II. In Neustadt (Dosse) befindet sich ein Gedenkstein für ihn und das Wappen zeigt unter anderem den hessischen Löwen.

## Stammbaum
| Stammbaum Landgraf Friedrich II. von Hessen-Homburg | Stammbaum Landgraf Friedrich II. von Hessen-Homburg                                                              | Stammbaum Landgraf Friedrich II. von Hessen-Homburg                                                              | Stammbaum Landgraf Friedrich II. von Hessen-Homburg                                                                   | Stammbaum Landgraf Friedrich II. von Hessen-Homburg                                                                          | Stammbaum Landgraf Friedrich II. von Hessen-Homburg | Stammbaum Landgraf Friedrich II. von Hessen-Homburg |
| --------------------------------------------------- | --- | --- | --- | --- | --------------------------------------------------- | --------------------------------------------------- |
| Urgroßeltern                                        | Philipp I. von Hessen („der Großmütige“) (* 1504; † 1567) ⚭ Christina von Sachsen (* 1505; † 1549)               | Bernhard VIII. zur Lippe (* 1527; † 1563) ⚭ Gräfin Katharina von Waldeck–Eisenberg (* 1524; † 1583)              | Graf Georg I. zu Leiningen-Schaumburg (* 1533; † 1586) ⚭ Gräfin Margareta zu Isenburg-Birstein (* 1542; † 1612)       | Simon Ungnad von Weißenwolff, Freiherr von Sonnegg, auf Waldenstein, Himmelstein und Bernsdorf ⚭ Gräfin Katharina von Plesse |                                                     |                                                     |
| Großeltern                                          | Georg I. von Hessen-Darmstadt (* 1547; † 1596) ⚭ Magdalena zur Lippe (* 1552; † 1587)                            | Georg I. von Hessen-Darmstadt (* 1547; † 1596) ⚭ Magdalena zur Lippe (* 1552; † 1587)                            | Graf Christoph von Leiningen-Westerburg (* 1575; † 1635) ⚭ Anna Maria Ungnad, Freiin von Weißenwolff (* 1573; † 1606) | Graf Christoph von Leiningen-Westerburg (* 1575; † 1635) ⚭ Anna Maria Ungnad, Freiin von Weißenwolff (* 1573; † 1606)        |                                                     |                                                     |
| Eltern                                              | Friedrich I. von Hessen-Homburg (* 1585; † 1638) ⚭ Margarete Elisabeth von Leiningen-Westerburg (* 1604; † 1667) | Friedrich I. von Hessen-Homburg (* 1585; † 1638) ⚭ Margarete Elisabeth von Leiningen-Westerburg (* 1604; † 1667) | Friedrich I. von Hessen-Homburg (* 1585; † 1638) ⚭ Margarete Elisabeth von Leiningen-Westerburg (* 1604; † 1667)      | Friedrich I. von Hessen-Homburg (* 1585; † 1638) ⚭ Margarete Elisabeth von Leiningen-Westerburg (* 1604; † 1667)             |                                                     |                                                     |
| Landgraf Friedrich II.                              | | | | |                                                     |                                                     |